# Norsemen (serie de televisión)
Norsemen es una serie de televisión de comedia noruega sobre un grupo de vikingos habitantes del pueblo de Norheim alrededor del año 790. Se estrenó originalmente en Noruega bajo el nombre de Vikingane (Vikingos) en NRK1 en octubre de 2016. Fue producida para NRK por Viafilm. La serie fue escrita y dirigida por Jon Iver Helgaker y Jonas Torgersen. La serie contó con dieciocho episodios divididos en tres temporadas, las dos primeras en orden cronológico y la tercera como una precuela. En octubre de 2020 el canal NRK1 decidió no filmar a una cuarta temporada y dar por finalizada la serie.

## Argumento
Norsemen tiene lugar en la década de 790 en Noruega. La historia cuenta la vida de los vikingos en la ciudad de Norheim y sus relaciones en la vida cotidiana y los conflictos que tienen lugar en diversos grados cómicos. A medida que avanza la serie, las disputas con las aldeas vecinas y un jefe que desea modernizar la cultura de Norheim, generan conflictos con los que los personajes principales deben lidiar.

## Reparto
- Kåre Conradi como Orm, esposo de Frøya y jefe en funciones mientras que su hermano, el jefe Olav, está en un saqueo.
- Nils Jørgen Kaalstad como Arvid, el segundo al mando de Olav. Le encanta ir a los saqueos, pero también añora la tranquilidad de instalarse en el pueblo.
- Silje Torp como Frøya, la infeliz esposa de Orm y una escudera que viola a hombres en los saqueos.
- Trond Fausa Aurvåg como Rufus, un esclavo, que había sido actor en Roma y que se hace amigo de Orm.
- Øystein Martinsen como Kark, un esclavo liberado que ha regresado voluntariamente a su vida como esclavo.
- Henrik Mestad como Jefe Olav, el líder de la aldea. Encontró una ruta para navegar hacia el oeste, donde las tierras son más ricas y mejores para asaltar que en el este.
- Marian Saastad Ottesen como Hildur, la esposa de Olav.
- Jon Øigarden como Conde Varg, el superior de Olav que quiere el mapa hacia el oeste a toda costa.
- Kristine Riis como Liv, la viuda de un granjero asesinado en duelo por Arvid, por lo que éste puede apoderarse de ella y de la granja.